# Jawhenija Varabjova
Jawhenija Varabjova (Cyrillisch: Евгения Воробьева) (Mahiljow, 1 april 1998) is een Wit-Russisch langebaanschaatsster.
In januari 2020 kwam ze uit op de Europese kampioenschappen afstanden op de 500 meter.

## Persoonlijke records[2]
| Afstand    | Tijd    | Datum            | Baan    |
| ---------- | ------- | ---------------- | ------- |
| 500 meter  | 39,81   | 25 oktober 2019  | Inzell  |
| 1000 meter | 1.17,96 | 11 december 2021 | Calgary |
| 1500 meter | 2.01,62 | 10 oktober 2021  | Inzell  |
| 3000 meter | 4.34,73 | 29 februari 2015 | Minsk   |
| 5000 meter | 8.12,69 | 22 maart 2014    | Minsk   |

(laatst bijgewerkt: 14 december 2021)

## Resultaten
| Jaar | WK Afstanden     | Olympische Spelen                 | WK Junioren         |
| ---- | ---------------- | --------------------------------- | ------------------- |
| 2014 |                  |                                   | 41e 1500m 31e 3000m |
| 2015 |                  |                                   | DQ 500m             |
| 2016 |                  |                                   | 43e 500m 36e 1000m  |
| 2017 |                  |                                   | 32e 500m 35e 1000m  |
|      |                  |                                   |                     |
| 2021 | 6e achtervolging |                                   |                     |
| 2022 |                  | HF 9e massastart 7e achtervolging |                     |